# Luxé
Luxé és un municipi francès situat al departament del Charente i a la regió de la Nova Aquitània. L'any 2007 tenia 787 habitants.

## Demografia

### Població
El 2007 la població de fet de Luxé era de 787 persones. Hi havia 323 famílies de les quals 88 eren unipersonals (40 homes vivint sols i 48 dones vivint soles), 131 parelles sense fills, 88 parelles amb fills i 16 famílies monoparentals amb fills.
La població ha evolucionat segons el següent gràfic:
Habitants censats

### Habitatges
El 2007 hi havia 456 habitatges, 336 eren l'habitatge principal de la família, 88 eren segones residències i 32 estaven desocupats. 438 eren cases i 12 eren apartaments. Dels 336 habitatges principals, 258 estaven ocupats pels seus propietaris, 70 estaven llogats i ocupats pels llogaters i 9 estaven cedits a títol gratuït; 1 tenia una cambra, 13 en tenien dues, 52 en tenien tres, 102 en tenien quatre i 168 en tenien cinc o més. 236 habitatges disposaven pel capbaix d'una plaça de pàrquing. A 152 habitatges hi havia un automòbil i a 147 n'hi havia dos o més.

### Piràmide de població
La piràmide de població per edats i sexe el 2009 era:
| Homes | Edats   | Dones |
| ----- | ------- | ----- |
| 0     | 95 o +  | 4     |
| 0     | 90 a 94 | 12    |
| 8     | 85 a 89 | 20    |
| 8     | 80 a 84 | 16    |
| 32    | 75 a 79 | 40    |
| 24    | 70 a 74 | 36    |
| 32    | 65 a 69 | 24    |
| 32    | 60 a 64 | 24    |
| 32    | 55 a 59 | 20    |
| 12    | 50 a 54 | 12    |
| 16    | 45 a 49 | 24    |
| 32    | 40 a 44 | 28    |
| 20    | 35 a 39 | 28    |
| 36    | 30 a 34 | 20    |
| 4     | 25 a 29 | 12    |
| 12    | 20 a 24 | 12    |
| 24    | 15 a 19 | 24    |
| 28    | 10 a 14 | 12    |
| 12    | 5 a 9   | 24    |
| 16    | 0 a 4   | 4     |

## Economia
El 2007 la població en edat de treballar era de 425 persones, 304 eren actives i 121 eren inactives. De les 304 persones actives 260 estaven ocupades (146 homes i 114 dones) i 44 estaven aturades (16 homes i 28 dones). De les 121 persones inactives 55 estaven jubilades, 22 estaven estudiant i 44 estaven classificades com a «altres inactius».

### Ingressos
El 2009 a Luxé hi havia 332 unitats fiscals que integraven 729 persones, la mediana anual d'ingressos fiscals per persona era de 16.096 €.

### Activitats econòmiques
Dels 35 establiments que hi havia el 2007, 1 era d'una empresa extractiva, 2 d'empreses de fabricació d'altres productes industrials, 8 d'empreses de construcció, 12 d'empreses de comerç i reparació d'automòbils, 1 d'una empresa de transport, 2 d'empreses d'hostatgeria i restauració, 1 d'una empresa immobiliària, 2 d'empreses de serveis, 4 d'entitats de l'administració pública i 2 d'empreses classificades com a «altres activitats de serveis».
Dels 11 establiments de servei als particulars que hi havia el 2009, 2 eren paletes, 1 guixaire pintor, 1 fusteria, 2 lampisteries, 1 electricista, 1 empresa de construcció, 2 perruqueries i 1 restaurant.
Dels 2 establiments comercials que hi havia el 2009, 1 era una carnisseria i 1 una llibreria.
L'any 2000 a Luxé hi havia 22 explotacions agrícoles que ocupaven un total de 600 hectàrees.

## Equipaments sanitaris i escolars
L'únic equipament sanitari que hi havia el 2009 era una farmàcia.
El 2009 hi havia una escola elemental.

## Poblacions més properes
El següent diagrama mostra les poblacions més properes.